# دون فيرغسون (سياسي)
دون فيرغسون (بالإنجليزية: Don Ferguson)‏ هو سياسي أسترالي، ولد في 7 أغسطس 1936، وتوفي في 9 مارس 2013. حزبياً، نشط في حزب العمال الأسترالي (فرع جنوب أستراليا) ‏. وقد انتخب عضو مجلس النواب جنوب أستراليا من الجمعية عن دائرة Electoral district of Henley Beach ‏ وقد انضم خلال فترته النيابية (6 نوفمبر 1982 – 10 ديسمبر 1993) للكتلة البرلمانية حزب العمال الأسترالي (فرع جنوب أستراليا) ‏.